# باشگاه فوتبال زیر ۲۳ سال اینتر میلان
باشگاه فوتبال زیر ۲۳ سال اینتر میلان (به ایتالیایی: Inter Milan Under-23) یک تیم فوتبال ایتالیایی است که به عنوان تیم ذخیره باشگاه فوتبال اینتر میلان فعالیت می‌کند.
این باشگاه که در ۲۴ ژوئیه ۲۰۲۵ تأسیس شد و در سری سی و کوپا ایتالیا سری سی به رقابت می‌پردازد.

## تاریخچه
در فوریهٔ ۲۰۲۵، جوزپه ماروتا، رئیس باشگاه فوتبال اینتر میلان، از برنامه‌های باشگاه برای راه‌اندازی یک تیم ذخیره از فصل ۲۰۲۵–۲۶ خبر داد. این باشگاه، چهارمین تیم ذخیره معرفی‌شده در فوتبال ایتالیا پس از باشگاه فوتبال یوونتوس نکست جن، باشگاه فوتبال زیر ۲۳ سال آتالانتا و آ.ث. میلان فوتورو، در ۲۴ ژوئیهٔ ۲۰۲۵ رسماً به سری سی راه یافت و جایگزین باشگاه فوتبال اسپال شد که از رقابت‌ها کنار گذاشته شده بود. استفانو وکی به‌عنوان نخستین سرمربی تاریخ تیم منصوب شد. این تیم در چنترو اسپورتیوو جیاچینتو فاکتی، که با نام «اینتره‌لو» نیز شناخته می‌شود، تمرین می‌کند؛ مجموعه‌ای با مساحت ۳۰٬۰۰۰ متر مربع که امکانات حرفه‌ای تمرین و آموزش را در محدودهٔ بین محله‌های «نیگواردا» و «برسو» در شمال میلان فراهم می‌کند.

## ورزشگاه
این باشگاه مسابقات خانگی خود را در ورزشگاه بریانتئو در شهر مونزا حدود ۱۵ کیلومتری (۹ مایلی) شمال-شرقی میلان برگزار می‌کند.

## کادر فنی
| کادر فنی تیم     | کادر فنی تیم      |
| پست              | نام               |
| ---------------- | ----------------- |
| سرمربی           | استفانو وکی       |
| دستیار اول       | عمر دانسی         |
| دستیار فنی       | جووانی باربوجیان  |
| مربی بدنساز      | الساندرو چیولینی  |
| مربی بدنساز      | پائولو بزی        |
| مربی دروازه‌بان‌ها | پائولو کاستلی     |
| آنالیزور مسابقات | جاکومو تونیناتو   |
| آنالیزور مسابقات | ماتیا کوستیگلیولو |

## مربیان باشگاه
| نام         | سال         |
| ----------- | ----------- |
| استفانو وکی | تاکنون–۲۰۲۵ |